# Gabriela Richter
Gabriela Richter (ur. 13 lutego 1954 w Szopienicach) – polska lekkoatletka, wieloboistka i płotkarka, medalistka mistrzostw Polski, reprezentantka Polski.

## Kariera sportowa
Była zawodniczką Piasta Gliwice i Górnika Zabrze.
Na mistrzostwach Polski seniorów na otwartym stadionie zdobył jeden medal: brązowy w sztafecie 4 x 100 metrów w 1973. Indywidualnie najwyższe miejsce zajęła w 1975 (4. w pięcioboju).
Reprezentowała Polskę na zawodach Pucharze Europy w wielobojach, zajmując w 1975 27. miejsce w finale, z wynikiem 3708.
Rekord życiowy w pięcioboju: 3973 (28.07.1975), w biegu na 100 m: 11,7 (5.08.1972), w biegu na 200 m: 24,3 (2.07.1972), w biegu na 100 m ppł: 13,96 (12.08.1977).